# Matuzumab
Il matuzumab o 72.000 EMD è stato anticorpo monoclonale umanizzato per il trattamento del cancro. Esso si lega al recettore del fattore di crescita epidermico (EGFR) con alta affinità.
Sviluppato inizialmente dalla  Merck Serono in collaborazione con Takeda Pharmaceutical, ha subito diversi studi clinici di fase II per il trattamento del tumore del colon-retto, del polmone, dell'esofago e dello stomaco fino a tutto l'inizio del 2000.
Poi nell'agosto del 2007, la Merck Serono ha annunciato che i risultati preliminari dello studio sul cancro colon-rettale sono stati inferiori alle promesse, e che perciò le ulteriori sperimentazioni su questo tipo di tumore saranno abbandonate.
Nel febbraio 2008, lo sviluppo è stato interrotto definitivamente a causa dei risultati deludenti prodotti.

### Matuzumab
- (EN) L. Harivardhan Reddy e Patrick Couvreur, Macromolecular Anticancer Therapeutics, Springer, 1º giugno 2009,  pp. 423–, ISBN 978-1-4419-0506-2.
- (EN) Vittorio de Franciscis, Signalling molecules as targets in cancer therapy, Nova Publishers, 2 luglio 2006,  pp. 42–, ISBN 978-1-60021-243-7.
- (EN) Leonard B. Saltz, Colorectal cancer: evidence-based chemotherapy strategies, Humana Press, 2007,  pp. 104–, ISBN 978-1-58829-751-8.
- (EN) M. Sharon Stack e David A. Fishman, Ovarian Cancer, Springer, 15 maggio 2009,  pp. 68–, ISBN 978-0-387-98093-5.